# 리브니차

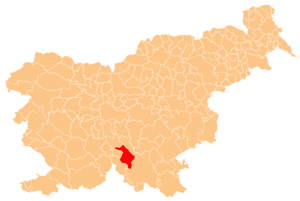
리브니차의 위치

리브니차(슬로베니아어: Ribnica)는 슬로베니아 남부에 위치한 도시로, 면적은 12.7km2, 높이는 492m, 인구는 9,266명(2002년 기준), 인구밀도는 60명/km2이다. 청동기 시대인 기원전 1300년부터 기원전 900년 사이에 사람이 거주하기 시작했으며 문헌에 처음 등장한 시기는 1220년이다.